# 二本松城
二本松城（にほんまつじょう）は、福島県二本松市郭内にある日本の城（平山城）。日本100名城の一つ。別名、霞ヶ城・白旗城と呼ばれる。平成19年（2007年）7月26日、二本松城跡として国の史跡に指定された。「霞ヶ城公園」として日本さくら名所100選に選定されている。

## 概要
二本松城は二本松市街地の北に位置し、麓の居館と、標高345mの「白旗が峰」に築かれた城郭からなる梯郭式の平山城である。江戸時代は二本松藩主丹羽氏の居城となった。
現在は「霞ヶ城公園」として整備されており、石垣と再建された箕輪門がある。山上の本丸には天守台、石垣が近年になって再構築された。また、城の入り口には二本松藩7代藩主・丹羽高寛が、家臣で儒学者の岩井田昨非の献策により、一夜のうちに自然石に藩政改革と綱紀粛正の指針を刻ませた「戒石銘碑」があり、
昭和10年（1935年）に「旧二本松藩戒石銘碑」として国の史跡に指定されている。
城郭由来の建造物として、県指定文化財の茶亭「洗心亭」が、明治時代に城内に再移築され現存する。

## 歴史・沿革

### 室町時代
室町時代初期の興国2年/暦応4年（1341年）、室町幕府より奥州管領に任ぜられた息子、畠山国氏 (奥州管領)の後見人として畠山高国が塩沢・殿地が岡（「田地が岡」とも）に最初の居を構え、地名を二本松と改称し、畠山氏7代当主・二本松満泰が応永21年（1414年）もしくは嘉吉年間（1441年 - 1443年）にこの地に二本松城を築いた。

### 安土桃山時代
以後、陸奥に定着していた二本松氏は、戦国時代になると伊達政宗の攻撃を受ける。天正13年（1585年）10月、15代当主・二本松義継は政宗の父・輝宗に降伏を申し出た。輝宗のもとに出向いた義継は、輝宗を拉致して二本松城へ連れ去ろうとしたが、これを聞きつけた政宗に輝宗もろとも射殺された（粟之巣の変事）。政宗はすぐに二本松城攻めを開始したが、守備側は義継の子・国王丸を継嗣に立て籠城、城は政宗の猛攻によく耐え、援軍の佐竹義重・相馬義胤らが加勢に駆けつけたこともあり（人取橋の戦い）、政宗の攻撃を撃退した。しかし翌天正14年（1586年）に政宗が再度二本松城へ進軍すると内通者が出たため、7月16日に相馬義胤の口添えにより二本松城は開城、ここに二本松氏は滅亡した。
政宗は片倉景綱、次に伊達成実を二本松城代としたが、天正19年（1591年）に政宗が葛西大崎一揆の戦後処理で豊臣秀吉の命令により岩出山城に転封されると、二本松城は会津若松城主蒲生氏郷の支城となった。氏郷は蒲生郷成・町野繁仍を城主に据えたが、慶長3年（1598年）に氏郷の子秀行が秀吉の命令で転封、代わって上杉景勝が会津に入ると城代は再度交代し下条忠親が城代となった。
上杉景勝が会津を領有した期間は短く、2年後の慶長5年（1600年）、徳川家康に敵対した景勝は関ヶ原の戦いの後に米沢城に移された。会津には蒲生秀行が復帰し、梅原弥左衛門と門屋勘右衛門が二本松城代となった。

### 江戸時代
元和8年（1622年）、本山豊前・本山河内が城代となり、後に外池信濃守が城代となった。
寛永4年（1627年）、秀行の嫡男忠郷が跡継ぎの無いまま死亡、次男の忠知が伊予松山城に転封となり、会津に忠知と入れ替わりに加藤嘉明が入ると、二本松城には加藤氏与力の松下重綱が下野烏山城から5万石で入城した。翌寛永5年（1628年）に重綱が没すると、その子・長綱は三春城に移され二本松城には嘉明の次男・明利が入城した。
寛永20年（1643年）、嘉明の嫡男明成が改易となり、甥で明利の子・明勝も本家と同様に改易となった。代わって白河小峰城より丹羽長秀の孫・光重が10万700石で入城した。光重は二本松藩の藩庁としての偉容を備えるため大改修を行った。この際に、本丸に石垣が積まれ、3重の天守が築かれた。以後、明治維新まで丹羽氏の居城となった。
慶応4年（1868年）の戊辰戦争に際し二本松藩は奥羽越列藩同盟に参加して新政府軍と戦ったが、7月29日、藩兵の大半が白河口に出向いている隙をつかれ、新政府軍が二本松城下に殺到し、僅か1日の戦闘において落城した（白河口の戦い・二本松の戦い）。手薄になった攻城戦においては「二本松少年隊」と呼ばれる少年兵も動員された。藩主の丹羽長国は米沢に逃亡し、9月に降伏、石高を半減され藩が存続した。この攻城戦において城の建物の多くが焼失した。

### 近現代

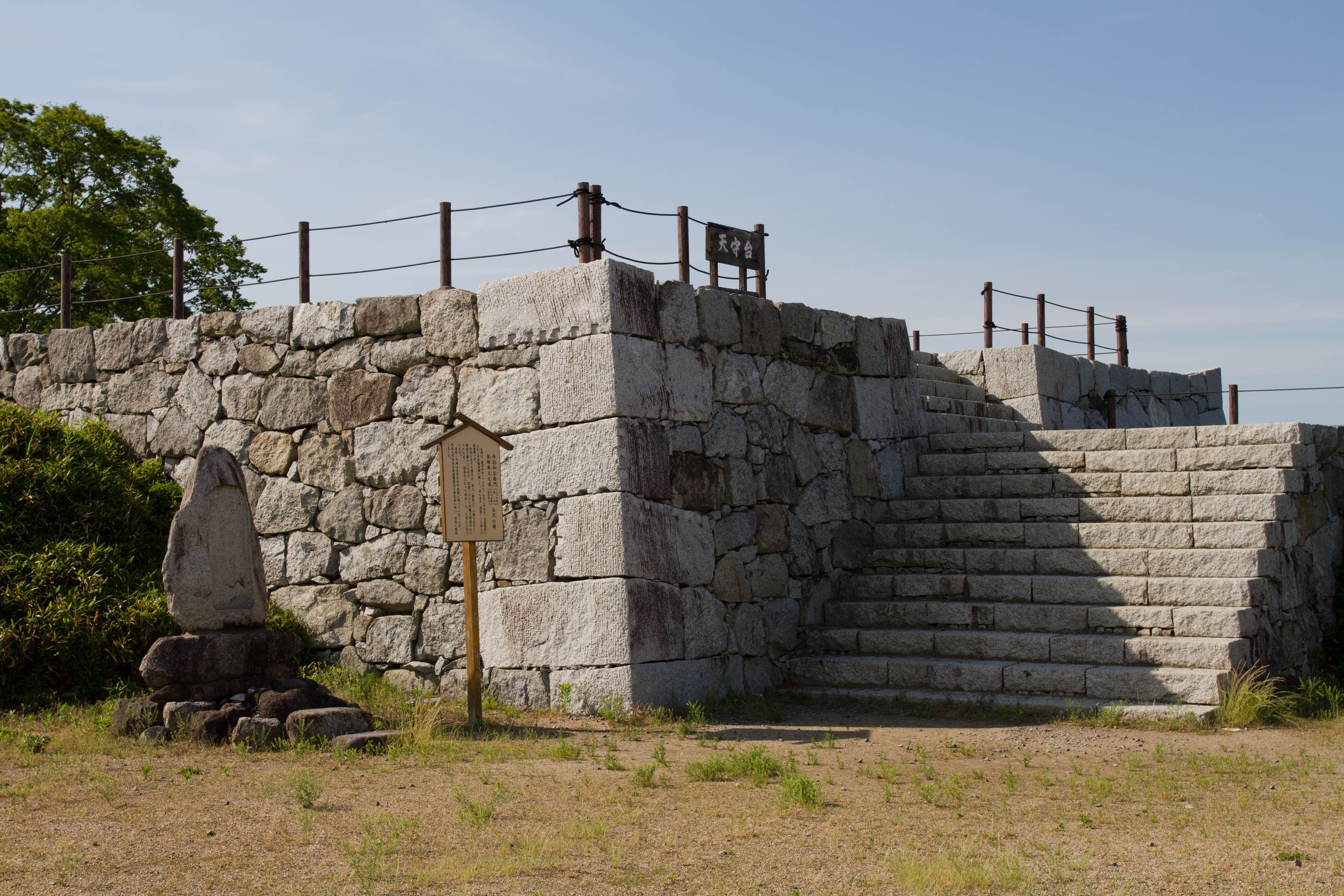
修復された天守台跡

- 明治5年（1872年）、廃城令によって箕輪門、附櫓も含む残る建物も全て破却された。
- 昭和57年（1982年）箕輪門と附櫓がPC復元された。平成5年（1993年）から平成7年（1995年）にかけて本丸の修復、木造復元工事がなされ、天守台や本丸石垣が整備された。
- 平成27年（2015年）10月10日から9日間、足場を組んでLEDを取り付けた模擬天守が期間限定で構築される[1]。

## 構造
二本松城は二本松市街地の北に位置し、麓の居館と、標高345mの「白旗が峰」に築かれた城郭からなる梯郭式の平山城である。
頂上の城跡が時代的には古く、室町中期、畠山氏第4代二本松満泰によるものである。二本松氏の以前の居館は殿地が岡（「田地が岡」とも。現二本松市立塩沢小学校の敷地）であった。殿地が岡は平城であるが、周囲の平地から20mほどの微高地に築かれており、館的な要素が色濃い城である。観応の擾乱以降不穏になっている情勢にあわせ、城の南方1.5kmほどの「白旗が峰」に築城したと思われる。
山の頂上の本丸が置かれ、本丸と平地の比高は約120mである。本丸から北西・東・南にそれぞれ尾根が伸びており、東と南の尾根にそれぞれ曲輪が築かれている。唯一他の山につながっている北西の尾根は堀切で遮断されており、北方の尾根伝いに敵が侵入するのを防ぐ形となっている。
天正19年に蒲生氏郷が入部すると、城域は拡大され、梯郭式の城へと変貌した。また、本丸直下に穴太積みによる大石垣が組まれ、織豊城郭としての形が整えられた。これと同時に城下も整備されている。蒲生氏の支配の後は加藤嘉明が会津に入部し、加藤領となった。このときに山麓部分の高石垣が築かれている。
寛永20年、丹羽光重が二本松に入部すると、城下の大規模な改修を行った。まず、奥州街道を付け替えて直接城下を通らないようにし、城の南に東西につながる観音丘陵を城域に取り込んでいる。城と丘陵で囲まれた地域は武家地となり、丘陵には切通しが開かれた。このときの城域は「郭内」という地名に残っている。切通しには門が設けられ、城の外部の警戒線として機能させた。丘陵も含めた広大な城域は、東に口をあけた馬蹄のような形になっており、外部から城に侵入するには一旦丘陵と切通しを越えなければならないようになっている。この点は鎌倉と作りが似ている。また、城域外から本丸を除いた城の様子がまったくわからないという防御に有利な縄張りを持っている。
東側の開口部には水堀と門が築かれ、守りを固める形になっている。以前は堀の形に沿ってクランクがあったが、近年の道路改修で消失している。丘陵のうち北東方面（現在の二本松第一中学校付近）はなだらかだが、その北を流れる鯉川の段丘崖があったと考えられ、相応の防御力を持っている。
寺社は観音丘陵の南面と城の開口部で水堀より東に続く谷の両側に集中して配置されている。特に沢地形の奥に寺社が築かれることが多く、外敵が進入したときに兵の駐屯場所と出撃拠点をかねるような形になっている。城下最大の寺社は二本松神社であるが、観音丘陵南面の尾根上に築かれており、独立した曲輪として機能するようになっている。
また、地形的な弱点である西側の搦手には、大隣寺・龍泉寺が配置され、防御力を補う形になっている。
丹羽氏が入部してから本丸はほとんど機能していなかった。これは城の中心が山麓に移ったことを示している。しかし、室町期から城として活用されてきただけあり、本丸周辺には年代が特定できないものを含めて無数の平場がそのまま残されている。

## 現地情報

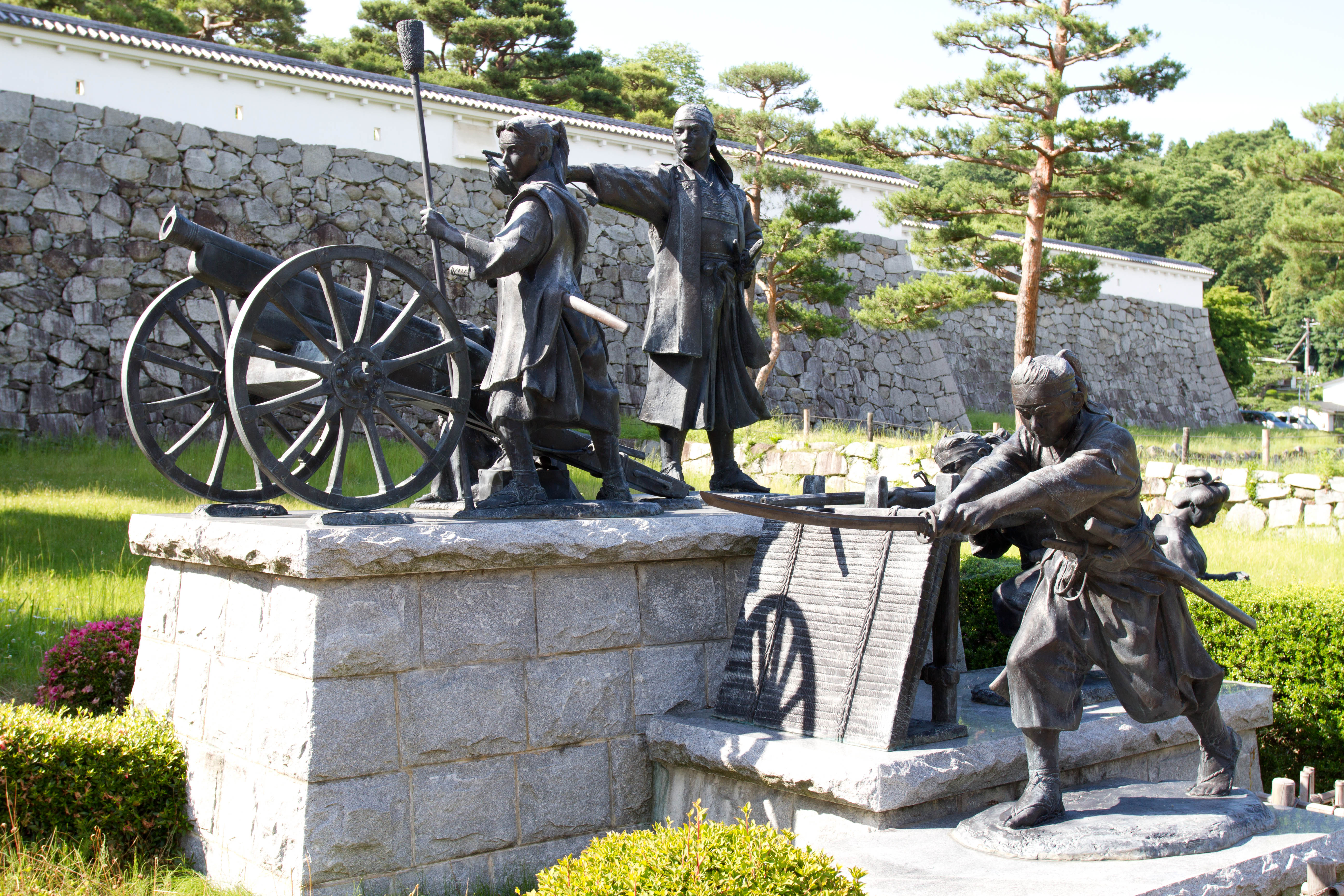
二本松少年隊群像

城跡は県立霞ヶ城公園として整備されている。復元された箕輪門近くには「二本松少年隊群像」がある。毎年10月 - 11月には二本松菊人形展が開催される。
所在地
- 福島県二本松市郭内3丁目・4丁目

交通アクセス
- 東日本旅客鉄道（JR東日本）東北本線二本松駅から徒歩約20分で内城入口、入口から本丸まで徒歩約15分

その他
- 平成18年（2006年）4月6日、日本100名城（11番）に選定され、2007年（平成19年）6月から全国規模の日本100名城スタンプラリーが開始された。